# Alajdin Demiri
Alajdin Demiri (mac. Алајдин Демири; ur. 19 grudnia 1954 w Tetowie, zm. 12 kwietnia 2019) – jugosłowiański oraz macedoński bibliotekarz i nauczyciel pochodzenia albańskiego. Burmistrz Tetowa w 1997 roku, następnie pełnił funkcję ambasadora Republiki Macedonii w Bernie.

## Życiorys
W latach 1973–1977 studiował socjologię w Sarajewie, następnie pracował jako dziennikarz w albańskojęzycznej redakcji MRT; był także nauczycielem w szkole średniej oraz bibliotekarzem w Tetowie.
Zaangażował się w działalność polityczną, zostając w 1995 roku członkiem Partii na rzecz Demokratycznego Dobrobytu, dwa lata później z powodzeniem kandydował na urząd burmistrza Tetowa. Został skazany na dwa lata pozbawienia wolności za wywieszenie flagi Albanii przed siedzibą gminy, jednak na mocy amnestii został zwolniony z odbywania kary; po uwolnieniu objął funkcję ambasadora Republiki Macedonii w Bernie. W lutym 2002 roku został odwołany z tej funkcji z powodu kilkukrotnego kierowania samochodem pod wpływem alkoholu na terenie Szwajcarii.
Od 2001 roku wykładał na Uniwersytecie Europy Południowo-Wschodniej w Tetowie, został profesorem uczelni oraz dyrektorem uczelnianej biblioteki im. Maxa van der Stoela.
Zmarł 12 kwietnia 2019 roku, jego pogrzeb odbył się następnego dnia w Tetowie.